# Tessère d'Humai
Humai Tessera
Pour les articles homonymes, voir Humai.
La tessère d'Humai (désignation internationale : Humai Tessera) est un terrain polygonal situé sur Vénus dans le quadrangle de Godiva. Il a été nommé en référence à Humai, un oiseau légendaire iranien du bonheur.